# HR 4587
HR 4587 is een tweevoudige ster met een spectraalklasse van G8.IV en M4.V. De ster bevindt zich 41,64 lichtjaar van de zon.